# Moschea di Agadez
La moschea Agadez è una moschea costruita nell'indigena architettura del Sahel, a Agadez.

## Storia
La moschea venne costruita a partire dal 1449, ma venne rinnovata e ricostruita nello stile dello Mzab dall'architetto Zakariya Abdullah, giunto ad Agadez nel 1520 dopo la conquista della città da parte di Askia Mohammad I, avvenuta intorno al 1515. L'edificio divenne un fondamentale punto di riferimento dell'architettura della regione. A Zakarya è da attribuire anche l'alto minareto, poiché Leone l'Africano, che visitò la città nel 1516, non ne riporta notizia.